# 3671 Dionysus
3671 Dionysus este un asteroid din grupul Amor, descoperit pe 27 mai 1984 de Carolyn Shoemaker și Eugene Shoemaker.